# Michael von Kienmayer
Michael von Kienmayer, född den 17 januari 1756 i Wien, död där den 18 oktober 1828, var en österrikisk friherre och general.
von Kienmayer utmärkte sig i 1788–1791 års krig mot Turkiet och i krigen med det republikanska Frankrike. År 1799 blev han fältmarskalklöjtnant och fick en division, med vilken han besegrade fransmännen vid Bühl. År 1805 förde han en kår vid Lech, och 1809 stod han i spetsen för 2:a reservkåren, vilken särdeles utmärkte sig i slaget vid Aspern den 21 och 22 maj. I juni samma år tog han befälet över 11:e armékåren, som hade till uppgift att skydda Böhmen. Med denna besegrade han först Jérôme Bonaparte, kastade sedan Junot tillbaka och slog därefter Jérôme vid Plauen, så att denne måste dra sig tillbaka ända till Jena. Stilleståndet avbröt där von Kienmayers segrar. Han förde efter krigets slut befälet först i Siebenbürgen och sedan i Mähren samt drog sig tillbaka 1826.